# Тедоре
Тедоре (груз. თევდორე) — грузинське сільськогосподарське божество. Спочатку шанувався як покровитель землеробства, а пізніше і коней. Під впливом християнства цей популярний бог був ототожнений зі святим Федором. Тедоре протегує працьовитим людям, що займаються сільським господарством. Його епітет — «Великий Пан», а також «Чорний» (тому що чорний колір символізує землю). Тедоре присвячене свято весни в суботу першого весняного тижня.